# Вампіри смокчуть
«Вампіри смокчуть» (англ. Vampires Suck) — американський пародійний кінофільм на сагу «Сутінки». Режисерами виступили Джейсон Фрідберг, Арон Сельтзер. У головних ролях знялися Дженн Проск, Метт Лентер, Крістофер Ріггі. Прем'єра фільму в Україні відбулася 26 серпня 2010 року.

## Сюжет
У пародії частково поєднано сценарії двох перших частин саги «Сутінки» (Сутінки, Молодий місяць).
Підліток Бекка переїжджає у маленьке містечко до батька, починає навчання в новій школі й закохується в дивного хлопця Едварда Саллена. Із часом Бекка дізнається, що Едвард і вся його родина — вампіри. Його родина не може адекватно ставитися до "живої" подружки Едварда, тому хлопець вирішує покинути її і, перебуваючи в депресії, починає зустрічатися з Леді Гагою.
Бекка тим часом всіма методами намагається повернути Едварда та проводить час у компанії сусіда-вервульфа Джейкоба Вайта, що закоханий у неї. Врешті Едвард подумав, що Бекка загинула, тому хотів викрити свою сутність перед людьми. За це його мали вбити. Бекка зашкодила цьому, та натомість Едвард мав вкусити її, що перетворило дівчину на вампіра.

## У головних ролях
- Дженн Проске — Бекка Свин;
- Метт Лентер — Едвард Саллен - вампір;
- Крістофер Ріггі — Джейкоб Вайт - вервульф;
- Дайдріх Бейдер — Карлі Свинтус (поліцейський, батько Ребекки);

## Кінокритика
На сайті Rotten Tomatoes кінофільм отримав рейтинг у 7% (4 схвальних відгуків і 56 несхвальних).